# 아주빌딩
아주빌딩은 대한민국 서울특별시 강남구 역삼동에 있는 빌딩이다. 테헤란로에 인접한 이 빌딩은 지하철 2호선 역삼역과 지하보도로 연결되었다.

## 역사
아주빌딩은 1999년 완공하고 그해 6월 서울시에서 벤처빌딩으로 지정받았다. 서울시 산하 산업진흥재단은 건물 7층부터 20층을 서울벤처타운으로 조성하여 벤처기업에 저렴한 값에 임대했다. 이 조처는 10년 동안 유지되었고 2011년에 리모델링이 완료되었다.

## 같이 보기
- 아주그룹
- 아주산업
- 테헤란로